# The Boston Globe
O Boston Globe é um jornal americano, o diário de maior circulação em Boston, Massachusetts e na Nova Inglaterra. Pertence à New York Times Company. É detentor de 19 prêmios Pulitzer.
O jornal foi considerado "um dos jornais mais prestigiados do país". Em 1967, o Boston Globe tornou-se o primeiro grande jornal dos Estados Unidos a manifestar-se contra a Guerra do Vietname. A cobertura do escândalo de abuso sexual na Arquidiocese de Boston , em 2002, recebeu a atenção dos meios de comunicação social internacionais e foi a base para o filme dramático americano Spotlight, de 2015. 

## Situação financeira
O Boston Globe foi listado em março de 2009 pela revista Time como um dos dez jornais americanos mais ameaçados de fechamento. De acordo com a reportagem, o jornal estaria perdendo um milhão de dólares por semana e seu valor de mercado teria despencado para apenas 20 milhões de dólares. Na mesma época foi anunciado que um tabloide semanal esportivo publicado pelo Globe desde 25 de setembro de 2008, chamado OT, seria fechado por falta de anunciantes, embora a recepção dos leitores à publicação tenha sido "favorável". O tabloide, com tiragem de 13,5 mil cópias, cada uma vendida a 50 centavos, fazia a cobertura dos times profissionais de Boston de uma maneira mais abrangente que o noticiário diário.

## Prémios
- Prémio Pulitzer de Serviço Público em 1966, 1975 e 2003.